# Filtro mangas

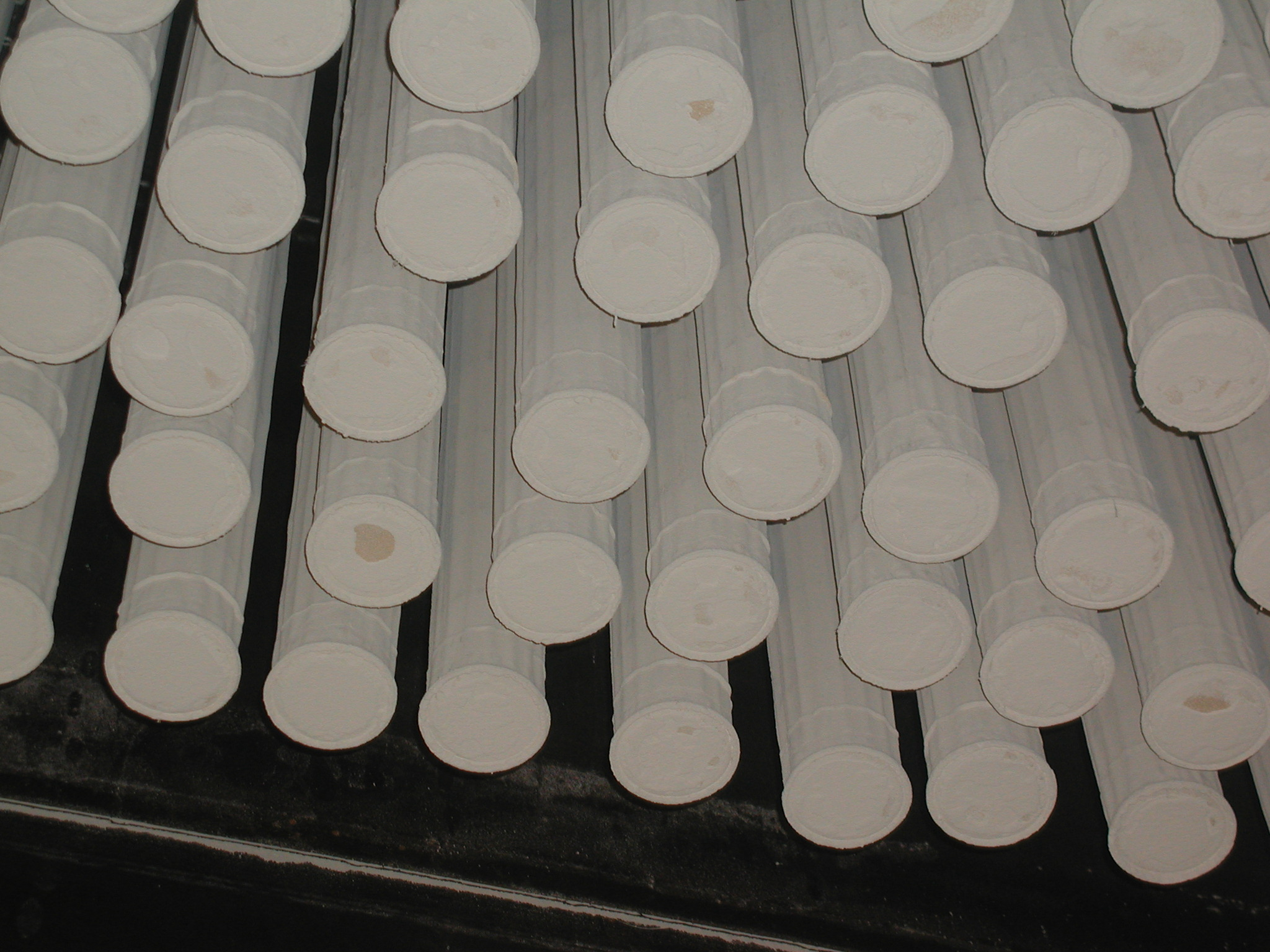
Filtro mangas (Vista desde abajo).

Un filtro mangas es un dispositivo para la separación de partículas sólidas en suspensión de una corriente gaseosa. No elimina la contaminación por compuestos volátiles.
Los filtros mangas se utilizan sobre todo en instalaciones industriales como una alternativa a los precipitadores electrostáticos.
Los filtros de mangas son filtros de autolimpieza continua que utilizan elementos filtrantes tipo mangas autosoportados, capaces de retener partículas submicrónicas transportadas por la corriente de aire o gas. La cualidad principal de estos equipos es la enorme simplicidad de diseño y trabajo y la gran versatilidad en su utilización. 
Una unidad de filtro de manga consiste de uno o más compartimientos aislados conteniendo hileras de mangas de tela, en la forma de tubos redondos o mangas. El polvo transportado por la masa de aire pasa, por aspiración o depresión, a lo largo del área de las mangas y luego radialmente a través de la tela, reteniendo estas últimas por su parte exterior las partículas de polvo. El aire filtrado, una vez en el interior de las mangas, pasa a la cámara superior de aire limpio (pleno) a través de las boquillas del vénturi y de allí al exterior por medio del aspirador (ventilador). Un manómetro indica la presión diferencial entre la cámara de aire limpio y la cámara de aire sucio, totalmente separadas entre sí por la placa perforada (placa espejo) en la cual se instala el conjunto jaulas-mangas, únicamente conectadas a través del tejido filtrante. El filtro es operado cíclicamente, alternando entre períodos de filtrado relativamente largo y períodos cortos de limpieza. Durante la limpieza, el polvo que se ha acumulado sobre las mangas es eliminado del área de la tela y depositado en una tolva para su disposición posterior.
Los filtros de manga recolectan partículas de tamaños que van desde las submicras hasta varios cientos de micras de diámetro, con eficiencias generalmente en exceso al 99 o 99.9%. La capa de polvo o dusk cake formada sobre la tela es la razón principal de esta alta eficiencia. La torta de polvo es una barrera con poros tortuosos que atrapan a las partículas a medida que viajan por la torta. La mayor parte de la energía utilizada para operar el sistema aparece como caída de presión a través de las mangas, y de las partes y conductos asociados. Los valores típicos de la caída de presión del sistema varía desde cerca de 5 hasta  6 pulgadas columna de agua. Los filtros de mangas se utilizan donde se requiere una alta eficiencia de recolección de partículas. Se imponen limitaciones por las características del gas (la temperatura, humedad y corrosividad) y por las características de las partículas (principalmente la adhesividad), que afectan a la tela o a su operación y que no pueden ser tomadas en cuenta económicamente.
El funcionamiento de los filtros mangas está determinado entre otros factores, por la tela seleccionada, la frecuencia y el método de limpieza y las características de las partículas. El parámetro de diseño más importante es la relación aire-tela (la cantidad de gas en pies cúbicos por minuto que penetra un pie cuadrado de tela) y el parámetro de operación de interés por lo general es la caída de presión a través del sistema de filtro. La característica de operación principal de los filtros mangas que los distingue de otros filtros de gas es la capacidad de renovar la superficie de filtración periódicamente por medio de limpiezas y no ser desechados después de que se acumule una capa significante de polvo sobre la superficie como los filtros de horno comunes: high efficiency particulate air filters - HEPA (filtros de aire de alta eficiencia para particulados), los high efficiency air filters - HEAF (filtros de aire de alta eficiencia), y los filtros de aire por inducción automotriz.

## Diseño
Se trata de un filtro que consta de diversas mangas tejidas dispuestas sobre cestas metálicas. El polvo se acumula en su parte interna. El material del tejido debe adaptarse al uso deseado y las condiciones existentes como la temperatura o la presencia de compuestos corrosivos. El tamaño de los poros limita el tamaño mínimo de las partículas retenidas.
Por control de diferencia de presión se puede determinar el grado de colmatación de los poros. De forma periódica o al superar un límite determinado se limpian aplicando una fuerte corriente de aire comprimido desde dispositivos de presión ("Shock Blower") en el sentido contrario al habitual. De esta forma se elimina la capa de polvo acumulada que se recoge con embudos dispuestos debajo del filtro y se regenera el equipo. 
Sin embargo, las mangas son piezas de desgaste que deben sustituirse cada cierto tiempo.
El polvo acumulado debe tratarse adecuadamente. En algunos casos, como la fabricación de cemento, puede ser devuelto al proceso de fabricación.